# Marathon van Barcelona 2016
De marathon van Barcelona 2016 (ook wel Zurich Marato de Barcelona) werd gehouden op zondag 13 maart 2016 in Barcelona. Het was de 38e editie van deze marathon.
Bij de mannen werd de wedstrijd gewonnen door de Ethiopiër Dino Sefir in 2:09.31. Op de finish had hij ruim een halve minuut voorsprong op de Kenianen Albert Korir (zilver; 2:10.08) en Jafred Chirchir (brons; 2:10.23). Bij de vrouwen ging de Keniaanse Valary Jemeli Aiyabe met de hoogste eer strijken. Zij won de wedstrijd in 2:25.26.
In totaal finishten 16.920 deelnemers de wedstrijd.

## Uitslagen

### Mannen
| rang   | naam             | land | tijd    |
| ------ | ---------------- | ---- | ------- |
| Goud   | Dino Sefir       | ETH  | 2:09.31 |
| Zilver | Albert Korir     | KEN  | 2:10.08 |
| Brons  | Jafred Chirchir  | KEN  | 2:10.23 |
| 4      | Eliud Tarus      | KEN  | 2:11.19 |
| 5      | Abdi Fufa        | ETH  | 2:11.22 |
| 6      | Dominic Kangor   | KEN  | 2:11.43 |
| 7      | Andrew Kimutai   | KEN  | 2:12.21 |
| 8      | Elicky Masse     | KEN  | 2:12.25 |
| 9      | Pius Maiyo       | KEN  | 2:12.58 |
| 10     | Moses Too        | KEN  | 2:14.13 |
| 11     | Ayana Tsedat     | ETH  | 2:14.23 |
| 12     | Daniel Kosgei    | KEN  | 2:15.39 |
| 13     | Samwel Kibiwot   | KEN  | 2:16.59 |
| 14     | Ivan Babarika    | UKR  | 2:17.34 |
| 15     | Francisco España | ESP  | 2:18.38 |
| 16     | Marc Roig        | ESP  | 2:23.28 |
| 17     | Fabian Chartoire | FRA  | 2:25.24 |
| 18     | Thomas Payn      | ENG  | 2:25.28 |

### Vrouwen
| rang   | naam                  | land | tijd    |
| ------ | --------------------- | ---- | ------- |
| Goud   | Valary Jemeli Aiyabei | KEN  | 2:25.26 |
| Zilver | Aynalem Kassahun      | ETH  | 2:30.51 |
| Brons  | Motu Gedefa           | ETH  | 2:32.07 |
| 4      | Marisa Casaneuva      | ESP  | 2:34.57 |
| 5      | Esther Macharia       | KEN  | 2:37.36 |
| 6      | Adero Nyakisi         | UGA  | 2:42.58 |
| 7      | Lone Balling          | DEN  | 2:45.22 |
| 8      | Yolanda Castillejo    | ESP  | 2:51.14 |
| 9      | Åsa Lundin            | SWE  | 2:51.29 |
| 10     | Sofia Mattiasson      | SWE  | 2:51.59 |
| 13     | Jana Lelut            | FRA  | 2:55.45 |
| 17     | Marcela Rambova       | CZE  | 3:00.10 |
| 20     | Elina Junnila         | FIN  | 3:02.16 |

1978 ·
1979 ·
1980 ·
1981 ·
1981 ·
1983 ·
1984 ·
1985 ·
1986 ·
1987 ·
1988 ·
1989 ·
1990 ·
1991 ·
1992 ·
1993 ·
1994 ·
1995 ·
1996 ·
1997 ·
1998 ·
1999 ·
2000 ·
2001 ·
2002 ·
2003 ·
2004 ·
2005 ·
2006 ·
2007 ·
2008 ·
2009 ·
2010 ·
2011 ·
2012 ·
2013 ·
2014 ·
2015 ·
2016 ·
2017 ·
2018 ·
2019 ·
2020 ·
2021 ·
2022 ·
2023 ·
2024